# Pivovar Havlíčkův Brod
Měšťanský pivovar Havlíčkův Brod vyrábí pivo značky Rebel.

## Historie
Město Havlíčkův Brod získalo právo várečné ve 14. století. Nejprve vařili pivo měšťané v mnoha domácích pivovarech, jak bylo ve středověku obvyklé. Pivo vyráběné v primitivních podmínkách bylo nízké kvality, proto se právovárečníci sdružovali a provozovali větší, lépe vybavené pivovary. 
V roce 1422 město zničili husité, přičemž došlo i na zdejší pivovary. K jejich obnově docházelo postupně spolu s obnovou města. Zdejší várečné právo postupně potvrdili králové Jiří z Poděbrad (v roce 1452), Ludvík Jagellonský (roku 1520), Ferdinand I. (v roce 1544) a konečně Ferdinand III., když roku 1637 povýšil Německý Brod na královské město.
V roce 1662 zničil velký požár města i pivovar u radnice. Byl obnoven v roce 1673 současně se založením cechu sladovníků. Koncem 18. století fungovaly ve městě dva pivovary. Roku 1834 však byl jeden z nich zrušen a druhý vyhořel. Právovárečníci proto 18. října 1834 zakoupili rytířský dům Bukovských (dnešní budova pivovarského hostince Rebel), kde byl malý ruční pivovar. Tak byl založen zdejší Měšťanský pivovar. K jeho prvnímu rozšíření došlo v roce 1880.  Bylo dokončeno 12. října, kdy byl pivovar slavnostně vysvěcen. K další přestavbě došlo na přelomu 19. a 20. století a byla ukončena v roce 1905. 
Roku 1948 byl pivovar znárodněn a začleněn jako závod do národního podniku Horácké pivovary Jihlava, po reorganizaci roku 1960 do národního podniku Východočeské pivovary Hradec Králové. V roce 1990 došlo k vytvoření samostatného státního podniku a roku 1995 k privatizaci. Majiteli se stali potomci původních právovárečníků.

## Současnost
Od roku 1995 pivovar provozuje akciová společnost Měšťanský pivovar Havlíčkův Brod. Roční výstav piva činí 84 tisíc hl.

### Vyráběná piva
Havlíčkobrodský pivovar vyrábí světlá spodně kvašená piva plzeňského typu a tmavé spodně kvašené pivo. Pivo je dodáváno v klasických pivních lahvích o objemu 0,5l a sudech KEG o objemu 50 l, 30 l a 20 l
- Rebel tradiční 10° (3,9% obj.) světlé výčepní pivo
- Haškův c. k. Rebel 10° (4,1% obj.) světlé výčepní pivo
- Hradecký Votrok 11° (4,6% obj.) světlý ležák
- Hradecká 10° (4,4% obj.) světlý ležák
- Rebel original premium 12° (4,8%obj.) světlý ležák
- Rebel černý 12° (4,7% obj,) tmavý ležák
- Czech Rebel Beer (4,4% obj.) světlý ležák určený na export